# ルーファス・キング (連邦党員)

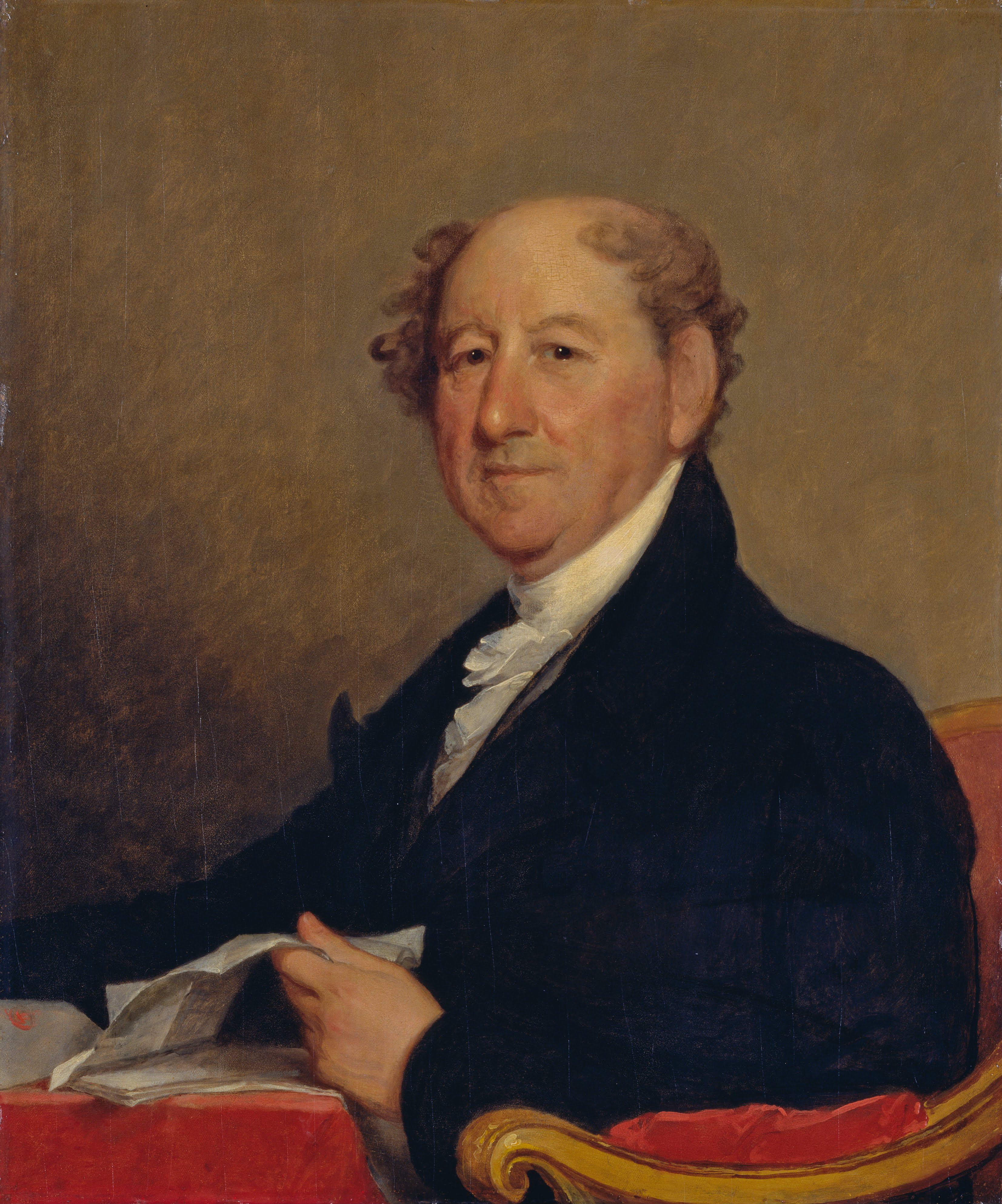
ルーファス・キング

ルーファス・キング（Rufus King, 1755年3月24日 - 1827年4月29日）は、アメリカ合衆国の弁護士、政治家、外交官。マサチューセッツ代表として大陸会議および合衆国憲法制定会議に参加した他、ニューヨーク州選出連邦上院議員と駐イギリス公使を務めた。連邦党に所属し、1804年と1808年に副大統領候補、1816年に大統領候補に推された。

## 生い立ちと初期の経歴
1755年3月24日、ルーファス・キングはマサチューセッツ植民地のスカボローで生まれた。キングはバイフィールドのダマーアカデミー（現在のガバナーズアカデミー）とハーバード大学で学んだが、勉学の時間はアメリカ独立戦争で割かれた。キングはロードアイランドの戦いに参加した。イギリス軍がボストンから撤退後はハーバード大学に復帰し、1777年に卒業した。キングは弁護士として認可を受け、1780年にニューベリーポートで弁護士業を開業した。
キングは1783年にマサチューセッツ州下院議員に当選し、1785年まで務めた。キングは1784年から1787年までマサチューセッツ邦代表として連合会議に参加した。

## 政治
1787年、キングはフィラデルフィア会議において、書式整備委員会 (Committee of Style and Arrangement) に参加した。キングは委員会においてアレクサンダー・ハミルトンらと緊密に連携し、アメリカ合衆国憲法の最終草案を作成した。連合会議後キングは帰郷し、合衆国憲法の批准獲得に向けた活動と、自身の連邦上院進出へ向けた活動を行った。その結果、マサチューセッツ州は順調に合衆国憲法を批准したが、キングの連邦上院議員選任は失敗した。
キングはハミルトンの勧めを受けてニューヨーク市に移住し、1788年にニューヨーク州下院議員に選出された。合衆国憲法が発効すると、州議会は連邦上院へ送る代表について議論したが、議員間で意見に相違が現れた。知事ジョージ・クリントンは妥協候補としてルーファス・キングを推薦した。キングは1789年から1796年まで、および1813年から1825年まで連邦上院議員を務めた。

## 外交
キングは1796年から1803年まで、および1825年から1826年まで駐イギリス公使を務め、主要な外交的役割を果たした。キングは連邦党員であったが、トーマス・ジェファーソン大統領はキングが辞意を申し出るまでそのポストを保障した。
キングはジェイ条約の交渉によってもたらされた問題を、成功裏に解決した。キングの在任中、米英間の関係は良好なものであったが、退任後の1805年に険悪なものとなった。イギリスにいる間、キングは南米の革命家フランシスコ・デ・ミランダと接触し、個人的な友好関係を築いた。キングはミランダのベネズエラ遠征について支援者を探す手助けをし、合衆国への渡航に手を貸した。
キングは1804年と1808年に連邦党の副大統領候補となったが、いずれも失敗に終わった。1816年4月、キングはニューヨーク州知事選挙に立候補したが、民主共和党のダニエル・トンプキンズに敗れた。1816年末、キングは連邦党の大統領候補に指名されたが、民主共和党のジェームズ・モンローに敗れた。キングは連邦党最後の大統領候補となった。

## 反奴隷
キングは奴隷制度と奴隷貿易について、長期にわたって反対を続けた。このスタンスは道徳的信条に端を発するものであったが、連邦主義を掲げたニューイングランドの政治的情勢と結び付くことで明確な反対運動へと発展した。1785年、キングは北西部領土に奴隷制を持ち込むことに反対した。だがキングはことさら熱心にこの問題を取り上げることはなく、南部の政治的経済的利点を考慮し、政治的理由で妥協した。
1817年、キングは奴隷貿易の廃止を求める上院決議を支持した。1819年、キングはミズーリ準州の連邦加入に際して奴隷禁止を求める法律を組み込むことを強く求めた。キングは政治的・経済的・人道的な議論を展開し、奴隷制度の拡張は解放と自由の原則に悪影響を及ぼすと主張した。1820年にミズーリ協定が結ばれた後も、キングは様々な方法で奴隷制の段階的廃止へ向けた支援を続けた。
キングが議会において行った最も大きな干渉は、1820年のタルミッジ修正条項に関わる議論に他ならない。キングはミズーリ準州が州に昇格した際に奴隷制度を禁止するよう努力した。キングは奴隷制の撤廃が革命的なものであるとの印象を薄らげさせる活動をし、「任意の人間に対して任意の制約を課す法律ないし協定は、絶対的に無効である」と宣言した。結果的にミズーリ州は奴隷州として連邦加入をするに至ったが、キングは全大西洋的な奴隷廃止運動の発展に貢献した。この出来事について後の歴史学者デイヴィッド・ブライオン・デイヴィスは、政治指導者が急進的な態度で公然と奴隷制度の法的正当性を攻撃した事例であるかもしれないと示唆した。

## 晩年
キングは1827年4月29日にニューヨーク州ニューヨークのジャマイカ地区にある自身の農場で死去した。キングはジャマイカ地区のグレイス教会墓地に埋葬された。キングは1805年に購入したこの農場の一部は現在、キング公園として開かれている。キング・マナーと呼ばれる自宅は博物館に改装され、一般に開放されている。

### 一次資料
- King Charles R. The Life and Correspondence of Rufus King, 4 vol 1893-97